# Ipermelanosi nevoide lineare e a spirale
La ipermelanosi nevoide lineare e a spirale è un disordine pigmentario caratterizzato da chiazze iperpigmentate che seguono le linee di Blaschko.

## Epidemiologia
Si tratta di una sindrome estremamente rara.

## Eziopatogenesi
La patologia è causata da mosaicismo cutaneo, associato ad alcune anomalie cromosomiche.

## Clinica
I pazienti presentano chiazze iperpigmentate lineari e a spirale che seguono le linee di Blaschko al tronco e agli arti e risparmiano viso, mucose, palmi delle mani e piante dei piedi. Non vi sono manifestazioni extracutanee tranne in rari casi in cui sono state descritte anomalie cardiovascolari, neurologiche e muscolo-scheletriche.

## Diagnosi
La diagnosi è clinica.

## Trattamento
Non è disponibile alcun trattamento per questa sindrome.

## Prognosi
Si tratta di una patologia benigna.